# 1050 км
1050 км — железнодорожная казарма в Зуевском районе Кировской области в составе Кордяжского сельского поселения.

## География
Находится у железнодорожной линии Киров-Пермь на расстоянии примерно 6 километров на запад-северо-запад от районного центра города Зуевка.

## История
Населенный пункт известен с 1926 года, когда здесь (будка 94 км и будка 95 км) учтено было 4 хозяйства и 16 человек. В 1950 году существовали Будка 94 км и Полуказарма 95 км с общим населением 21 человек (4 хозяйства). С 1978 единый населенный пункт с нынешним названием. В 1989 году 16 жителей.

## Население
Постоянное население  составляло 12 человек (русские 100%) в 2002 году, 9 в 2010.